# KRTAP9-8
KRTAP9-8 (англ. Keratin associated protein 9-8) – білок, який кодується однойменним геном, розташованим у людей на 17-й хромосомі. Довжина поліпептидного ланцюга білка становить 159 амінокислот, а молекулярна маса — 16 723.
| 10         |  | 20         |  | 30         |  | 40         |  | 50         |
| ---------- |  | ---------- |  | ---------- |  | ---------- |  | ---------- |
| MTHCCSPCCQ |  | PTCCRTTCWK |  | PTTVTTCSST |  | PCCQPSCCVS |  | SCCQPCCRPT |
| CCQNTCCQPI |  | CVTSCCQPSC |  | CSTPCCQPTC |  | CGQTSCGSSC |  | GQSSSCAPVY |
| CRRTCYHPTT |  | VCLPGCLNQS |  | CGSNCCQPCC |  | RPACCETTCC |  | RTTCFQPTCV |
| SSCCQPSCC  |  |            |  |            |  |            |  |            |

A: Аланін

C: Цистеїн

E: Глутамінова кислота

F: Фенілаланін

G: Гліцин

H: Гістидин

I: Ізолейцин

K: Лізин

L: Лейцин

M: Метіонін

N: Аспарагін

P: Пролін

Q: Глутамін

R: Аргінін

S: Серин

T: Треонін

V: Валін

W: Триптофан